# Gotländska
Gotländska är en dialekt som talas på  öarna Gotland och Fårö. Gotländska måste särskiljas från gutamål, som är ålderdomligare och härstammar från forngutniska. Den gotländska dialekten kännetecknas av en speciell språkmelodi och av flera diftonger (som i gutamål), men i övrigt är den ganska lika standardsvenskan i böjning och syntax. Den variant av gotländska som talas i Visby är i allmänhet mera lik standardsvenska än den som talas på landsbygden.
Gotländska har, som talspråk, utvecklats i mötet mellan svenska och gutamål, där gotländska förlorat det mesta av gutamålets särart, men även utvecklat egna diftonger. Under 2000-talet minskar antalet personer som talar gutamål, men även antalet personer som talar gotländska minskar.

## Uttal

### Diftonger
Ett karakteristiskt språkdrag för gotländska är bland annat dess 6 olika diftonger, varav 2 härstammar från gutamålet, [ɔu] i [mɔus] (mos) och [eu] i [meus] (mus). De övriga 4 är [ei] i [meis] (mes), [oɛ] i [loɛs] (lås), [eɘ] i [leɘs] (läs) och [øy] i [løys] (lös). Dessa diftonger har ungefär samma tryck på de båda diftongelementen och kan därför kallas svävande.
Diftongen döi/döy finns också i gutamålet, men där är den istället en diftong av y, som i döi, 'dy'. Gutamålets diftong au, som i auge (öga), har i gotländska dels blivit en annan diftong, öy, som i 'öyge' (öga), eller också har au, som i austar (öster), blivit ett kort å i gotländska, som i åstar.
I gotländska används alltid diftongen öi/öy i stället för långt ö, till exempel i söit, 'söt'. Diftongen ei uttalas så i alla ord som på fastlandet uttalas med e, både i ord som i gutamålet uttalas som ai, som i gutamål mair, gotländska meir, i ord som 'se', gotländska sei, och 'ner', gotländska neir, men även i lånord som till exempel 'servera', gotländska serveire. Diftongen eu används i gotländska där gutamålet använder triftongen iau, som gutamålets iaul 'jul' och 'hjul', gotländska jeul.

### Monoftonger
Det långa a-ljudet, i till exempel 'hage', uttalas mer öppet i gotländska än sin svenska motsvarighet, ungefär som i finlandssvenska. Kort u uttalas som o, så att till exempel 'klubb' uttalas som 'klobb'. Kort ö uttalas som å, så att exempelvis 'drömma' blir dråmme. Framför r blir både kort och långt ö till å, till exempel i 'förstöra', som i gotländska blir fårståre. Det gamla, långa a-ljudet, som i svenska har blivit å, har i gotländska ändrats till den å-liknade diftongen [oɛ]. Kort a före 'ng' har i gotländska, liksom i standardsvenska, ersatts av å, så att till exempel gutamålets langg har blivit 'lång'.

### Ändelsevokaler
Typiskt för gotländska är att ändelsevokalen -a uttalas som -e, exempelvis hoppe istället för 'hoppa' och klocke istället för 'klocka'. När ett ord slutar på -er eller -or uttalas det -ar på gotländska, exempelvis kommar istället för 'kommer',  'under vintern' blir undar vintarn och 'myggor' blir myggar. På norra Gotland kan en ändelse på -er eller -or bli -år eller enbart -å, som i verben glåmmå (glömmer), eller tenkå (tänker), eller som i substantivet tomatplantå (tomatplantor). Liksom i norrländska dialekter och i finlandssvenska kan ändelsevokalen försvinna, som i int 'inte' och bygg upp 'bygga upp'.

### Konsonanter
Uttalet av r liknar inte standardsvenskt uttal. Det uttalas ofta mer som ett engelskt eller amerikanskt r. Men uttalet varierar rätt mycket. Även rullande r förekommer, liksom "stockholmskt r", utan något tydligt system. Konsonanten r kan försvinna inuti ord, som såmman (sommaren) och trägåsprodokte (trädgårdsprodukter).

### Prosodi
Gotländska har ett karakteristiskt entoppigt uttal av båda ordaccenterna, som alltså enbart skiljer sig åt genom tontoppens timing. Ett annat karakteristiskt tonalt drag i sammansatta ord med accent 2 är att tonen stiger vid den betonade stavelsen, för att sedan stanna kvar i högt tonläge (s.k. hög platå), för att sedan sjunka vid den bibetonade stavelsen. Dessa tonala drag har gotländskan gemensamt med bergslagsmålet.

## Grammatik

### Personliga pronomen

#### Första person
Objektspronomen 'mig', 'dig', 'sig' heter mi, di, si på gotländska. Alternativt kan de också heta me, de, se.

#### Tredje person
Subjekts- och objektspronomen tredje person, plural, heter på mellansvenskt talspråk dom. Detta ord används på 2000-talet rätt allmänt även på Gotland, speciellt i Visby. Fortfarande används, särskilt på landsbygden, däm (norra Gotland) och di (södra Gotland).

## Ordförråd
Gotländskans ordförråd skiljer sig inte mycket från det som används i standardsvenska, men rätt mycket från gutamålet. Enstaka ord som skiljer sig från de fastlandssvenska kan ibland användas även i gotländska, som exempelvis pinnsvin (igelkott), rabbis (vildkanin) och sork (liten pojke).  

### Källförteckning
- Bruce, Gösta (2010). Vår fonetiska geografi: om svenskans accenter, melodi och uttal (första upplagan). Lund: Studentlitteratur
- Elert, Claes-Christian (1989). Allmän och svensk fonetik (sjätte upplagan). Stockholm: Norstedts förlag
- Lindström, Fredrik (2019). 100 svenska dialekter (första upplagan). Stockholm: Bonnier fakta. ISBN 9789174244656